# Македонски национализам
Македонски национализам је у општем смислу националистичка идеја и концепт међу Македонцима који се први пут јавља крајем 19. века, међу сепаратистима који траже аутономију у региону Македоније од Османског царства. Идеја је еволуирала током раног 20. века, упоредо са првим изразима етничког национализма међу Словенима у Македонији. Након независности Северне Македоније, питања македонског националног идентитета постају оспорена од стране суседа. Неке присталице агресивног македонског национализма, под називом "Македонисти", имају екстремније ставове као што су тезе о непрекинутом континуитету између древних Македонаца и модерних Македонаца (Словени), ставови су уско везани за уједињење Македоније, који подразумевају територијалне претензије према Грчкој, Бугарској, Албанији и Србији.

## Порекло
У 19. веку, област Македонија је постала предмет конкуренције ривалских национализама, у почетку грчких националиста, српских националиста и бугарских националиста. Свако од те три стране је тврдио да има право на територију Македоније. Први знаци македонског национализма настали су крајем 19. века у Бугарској. Ту су створена упоришта и финансиран рад завереничких организација, које су перфидно радиле у интересу бугарске државе. Срби су им били главни непријатељ; против њих ће се на делу исказати сва мржња и насиље. Када је 1897. године у Бугарској основано македонско "Друштво против Срба" оно је имало за острашћену, ничим мотивисану девизу: "Србе треба огњем и мачем искоренити из Македоније". Рани македонски националисти су охрабрени од неколицине страних влада да одржавају интересе у региону. Влада Србије, која је била у то време, верује да је сваки покушај да се тражи да се насилно асимилују словенски Македонци у Србе, те да на тај начин присвоје Македонци, бити неуспешан с обзиром на јак бугарски утицај у региону. Уместо тога, Влада Србије верује да ће пружајући подршку македонским националистима стимулисати противљење према Бугарској и имати у народу повољније ставове у корист Србије. Још једна земља која је охрабривала македонски национализам је била и Аустроугарска који је настојала да порекне и Србији и Бугарској могућност да припоји Македонију, и тврдила је да постоји посебни етнички карактер словенских Македонаца. У 1890. години, у Русији, присталице словенске македонске националности, отпочели су производњу етничких мапа на којима приказује словенске Македонце, и од тада македонски националисти су почели да се селе у Русију и мобилишу.
Порекло дефиниције етничког словенског македонског идентитета настало је из дела Георгија Пулевског у 1870. и 1880. године, који су идентификовали постојање посебног модерног "словенско-македонског" језика који је дефинисан и другачији од других језика јер има језичке елементе српског језика, бугарског језика, црквенославенског и албанског језика. Пулевски је анализирајући народну историју словенског македонског народа, закључио да су словенски Македонци етнички повезани са људима из древне Македоније, попут Филипа и Александра Великог, засновани на тврдњи да стари македонски језик има словенске компоненте и на тај начин је тврдио да су они потомци старих Македонаца. Међутим, само-идентификација словенских Македонаца и националистичка лојалност су остали нејасни крајем 19. века. Пулевски, на пример, је посматрао идентитет Македонаца као регионални феномен (слично феномену Херцеговаца и Трачана)..
Унутрашња македонска револуционарна организација (ВМРО) је израсла у главну македонску сепаратистичку организацију 1890-их, која је тражила аутономију Македоније од Османског царства. ВМРО се у почетку противила да зависи од било које од суседних држава, посебно Грчке и Србије, међутим њен однос са Бугарском се побољшао, а она је убрзо имала доминантне личности који су подржали припајање Македоније Бугарској, иако је мали део против тога. По правилу, чланови ВМРО имали су бугарска национална обиљежја, али са могућношћу развијања македонског национализма. ВМРО је смислио слоган "Македонија за Македонце". Позвала је вишенационалну Македонију, која се састоји од различитих националности, да се укључи у будућу федерацију. Крајем 19. и почетком 20. века међународна заједница посматра Македонце претежно као регионално различитим од Бугара. На крају Првог светског рата било је врло мало етнографа, који су били присталице тога да постоји посебан македонски народ. Током Париске мировне конференције 1919. године, савезници су санкционисали српску власт над Вардарском Македонијом и прихватили веровање да су македонски Словени, у ствари, југословенски Срби. Ова промена у мишљењу може се у великој мери приписати српском географу Јовану Цвијићу. Ипак, македонске идеје су касније подржане и од стране коминтерне. Током Другог светског рата македонске идеје су даље развијене од стране југословенских комунистичких партизана, али неки истраживачи сумњају да чак и тада су Словени из Македоније себе сматрали национално другачијим од Бугара. Дакле, кључна тачка за македонску етногенезу је стварање Социјалистичке Републике Македоније, након завршетка Другог светског рата у оквиру Социјалистичке Федеративне Републике Југославије.

## Историја

### Крај 19. и почетак 20. века
Развој македонске националности  може се рећи да је почело крајем 19. и почетком 20. века. Ово је вријеме првих израза етничког национализма ограниченим групама интелектуалаца у Београду, Софији, Солуну и Санкт Петербургу. Међутим, све до 20. века, а иза већине словенског говорног становништва у региону су идентификована као Македонци-Бугари или једноставно као Бугари, након 1870. године придружења Бугарској егзархији. Неки аутори сматрају да је у то време, налепнице одраз колективног идентитета, као што је " Бугарски", променио у националним ознакама од тога ширем смислу да су без политичког значаја.
Уочи 20. века Унутрашња македонско-једренска револуционарна организација (ВМОРО) покушао да уједини све незадовољне елементе у Румелији и борила за политичку аутономију за регионе од Македоније . Али ова манифестација политичког сепаратизма од стране ВМОРО-а је феномен без етничке припадности и бугарском етничком пореклу револуционара не може ставити под знаком питања.

### Балкански ратови и Први светски рат
Током балканских ратова и Првог светског рата ово је подручје било у размјени неколико пута између Бугарске и Србије. ВМОРО подржала бугарску војску и власти када су заузели привремено контролу над Вардарском Македонијом. С друге стране, српске власти врше притисак на локалне људе да се декларишу као Срби, помогну у распадању локалне самоуправе, чији је оснивач ВМОРО у Охриду, Велесу и других градова, те као прогањајући бугарске свештенике и учитеље, тјерајући их да побегну и да их замјене за Србе. Српска војска изводи политико разоружавање локалне милиције, уз батине и пријетње. У овом периоду политички аутономизам је напуштен и подржана је тактика и анективна размишљања.

### Међуратни период и Други светски рат
Током међуратног периода у Вардарској Македонији, а затим у дијелу Србије, део младих мјештана потиснуте од стране Срба, покушали да пронађу посебан начин етничког развоја. У 1934. години Коминтерна је издала резолуцију о признавању посебне македонске националности. Међутим, постојање значајне македонске националне свести пре 1940. је спорна.
Ову конфузију је илустровано Роберт Њуман 1935. године, који препричава причу откривену у селу у Вардарској Македонији у оквиру Краљевине Југославије, гдје су постајала браћа, један који се сматрао Србином, а други који је сматрао себе као Бугарином. У другом селу је упознао човека који је био македонски сељак цијелог свог живота", али који су због владавине неколико народа прозвани као Турци, Срби и Бугари. Током Другог светског рата подручје је анектирала Бугарска, а међу становништвом је владао про-српски и про-бугарски утицај.
Због тога Вардарска Македонија је била једини регион где југословенски комунистички лидер Јосип Броз није развио јак партизански покрет у 1941. Међутим, Бугари ускоро падају у стару балканску замку централизације. Нове покрајине су брзо попуњено са званичницима из Бугарске правилно који понашали са типичном званичном ароганцијом према локалном становништву. Снага комуниста "почела је да расте само у 1943. години са капитулацијом Италије и совјетске победе над нацистичком Њемачком. Да би се побољшала стање у области Тито је наредио оснивање Комунистичке партије Македоније у марту 1943. године, а на другом конгресу АВНОЈ-а 29. новембра 1943. године признао македонску нацију као посебан ентитет. Као резултат тога, покрет отпора је порастао.

### Вријеме после Другог светског рата
Након 1944. године Народна Република Бугарска и Социјалистичка Федеративна Република Југославија почеле су политику израде Македоније која би била дио нове заједнице, Балканске Федеративне Републике и подстицали на развој македонске свести. Македонци су добила статус конститутивног народа републике у Југославији и 1945. године одвојен македонски језик и кодификован. Становништво је проглашено етничким македонским, држављанство другачији од Срба и Бугара. Са проглашења Социјалистичке Републике Македоније у оквиру југословенске федерације, нове власти су почели да мјере које ће начини помоћи да се превазиђе про-бугарско осјећање међу деловима становништва. С друге стране, југословенске власти су насилно потискивале идеологију независне македонске државе. Грчки комунисти, као и њене братске партије у Бугарској и Југославији, већ су под утицајем Коминтерне и то је довело до тога да политичка партија у Грчкој, почела да признају македонски национални идентитет. Међутим, ситуација се погоршала након што су грчки комунисти изгубили Грчки грађански рат. Хиљаде македонаца је протјерано и побјегли су у новоосновану Социјалистичку Републику Македонију, док на хиљаде више деце склонили су се у другим земљама Источног блока.

### Период инфорбироа и бугарофобија
На крају 1950. у Бугарска комунистичка партија укида своју претходну одлуку и усваја став одбијању постојање македонске националности. Као резултат тога, у Македонији "бугарофобија" је дошла до нивоа државне идеологије. Овај пут је крај идеје о балканскској комунистичкој федерацији о уједињењу свих Македонаца под комунистичком управом. Током пост - Информбиро периода, одвојена Македонска православна црква је успостављена, раздвојена од Српске православне цркве у 1967, а и еволуција македонске културе је имала далеко већи и трајан утицај на развој македонског национализма него је било који други аспект југословенске политике. Док развој националне музике, филмова и ликовне уметности охрабриван у Македонији, највећи културни утицај је дошао од кодификације македонског језика и књижевности, нове македонске националне интерпретације историје и успостављање Македонске православне цркве. У међувремену, југословенски историографија је позајмљена тако да се дјелови из историје суседних земаља искористиле да се изгради македонски идентитет која почиње од Александра Великог. Године 1969, појавиле су се прве књиге о историји македонског народа. Већина Македонаца је тада имала став став према комунистичкој Југославији, у коме је македонски народ признат као посебна нација за први пут, гдје такав став има позитивно гледиште. Македонски комунистичке елите су традиционално просрпски и пројугославенски орјиентисане од оних у остатку југословенских република.

## Период после независности
Дана 8. септембра 1991. године, Социјалистичка Република Македонија одржала је референдум којим је установљена независност од Југославије, под именом Северна Македонија. Са падом комунизма и распадом Југославије, Северна Македонија долази у сталне сукобе са својим суседима. Бугарска је оспоравала национални идентитет и језик, Грчка је оспоравала име и симболе, а Србија вјерски идентитет. С друге стране, Албанци у земљи су инсистирали да буду признати као "нација", једнако као и Македонци То је "древни македонизам", или "антиквизиција" ("антиквизатзија", "антиквизација"), чије присталице тврде да Македонци нису у вези са Словенима, али сматрају су директни потомци древних Македонаца, који, по њима, нису били Грци. Као дио ове политике, статуе Александар Велики и Филип II Македонски изграђени су у неколико градова широм земље. У 2011. години, масивна, 22 m висока статуа Александра Великог, названа "Ратник на коњу" због спора са Грчком, подигнут је на Македонском тргу у Скопљу, као дио плана у модернизовању града. Још већи кип Филипа II је у изградњи на другом крају трга. Статуе Александра такође красе градске тргове Прилепа и Штип, док је кип Филипа II Македонског је недавно изграђен у Битољу. Побједничка капија по имену Порта Македонија изграђена на истом тргу, са слике историјских личности, укључујући Александра Великог, што доводи до тога да грчко Министарство спољних послова да поднесе званичну жалбу на власти у Северној Македонији. Осим тога, многи делови јавне инфраструктуре, као што су аеродроми, ауто-путеви, и стадиони су названа по њима. Скопски аеродром је преименован у "аеродром Александар Велики" и има антикварне предмете пренесене из археолошког музеја у Скопљу. Један од главних тргова Скопља је преименован Трг Пела, а после у Пелла, главни град древне Македоније), док је главни ауто-пут у Грчкој је преименован у "Александар Македонски" и највећи стадион у Скопљу је преименован у "Филип II Македонски". Ове акције се виде као намерне провокације за суседну Грчку, чиме погоршава спор и даље одуговлачи пријем Македоније у ЕУ и НАТО. У 2008. години је организована посјета за пакистанског принца. Принц је примљен од стране Северне Македоније уз велико поштовање. Тај пакистански народ је проглашен као директни потомци Александријске војске и као људи који су највише у тесној вези са етничким Македонцима.
Таква антиквизација се суочава са критикама академаца, као што показује слабост археологије и других историјских дисциплина у јавном дискурсу, као и опасност од маргинализације. Политика је привукла критике у земљи, од етничких Македонаца у земљи, који виде то као опасносност поделу земље између оних који се идентификују са антицима и оних који се идентификују са словенском културом земље. Етнички Албанци у Северној Македонији види ово као покушај да их маргинализује и искључе их из националног састава. Та политика, који такође тврди како етнички македонске личности сматрају националним херојима у Бугарској, као што је Дамјан Груев и Гоце Делчев, а такође добија критике од бугарофила. Стране дипломате су упозоравале да је политика коју воде смањила међународне симпатије за Северну Македонију у рјешавању спора са Грчком.

## Македонизам
Македонизам, понекад се такође назива и као македонство, је политички и историјски термин који се користи у значењу, да изрази на скуп идеја које се сматрају карактеристика агресивног македонског национализма. Прије Балканских ратова македонске идеје дјели ограничен круг интелектуалаца. Одрасли су у важности током међуратног периода, како у Вардарској Македонији и били су подржали даље од Коминтерне. Током Другог светског рата, ове идеје су подржани од стране комунистичких партизана, који су основали југословенска македонску републику 1944. године. Након Другог светског рата македонизам је постала основа југословенске Македоније и државне идеологије, чији је циљ трансформисање словенске и, у извјесној мери, не-словенских делова становништва у Македонији. Ова државна политика је и даље актуелна у данашњој држави, Северној Македонији, гдје је развијен у неколико праваца. Један од њих одржава повезаност данас Македонаца са древном Македонијом, и са Јужним Словенима.
Термин се повремено користи у апологистичном смислу неких македонских аутора, али је такође суочен са оштрим критикама из умерених политичких ставова у Северној Македонији и од стране неких међународних научника.

### Македонизам као етно-политичка концепција
Корени концепта први пут су развијене у другој половини 19. века, у контексту Грчке, Бугарске и Србије због иницијативе да преузме контролу над региону Македонија, која је у то време владао од стране Османског царства. Првобитно је коришћен у презрив начин да означи словенским Македонцима, који су веровали да представљају посебан етничку групу одвојену од својих суседа. Први употребио термин "Македонац" био је бугарски писац Петка Славејков, који је сковао термин у свом чланку о македонском питању, објављеном у листу "Македонске новине" у 1871. години. Међутим, он је истакао да је чуо први пут од таквих идеја је још као 10 година пре, односно, око 1860. године. Још један ранија забележба употребе термина "македонизам" налази се у извештају српског политичара Стојана Новаковића од 1887. године. Он је предложио да се искористи македонска идеологија као средство да се сузбије бугарски утицај у Македонији, чиме промовише српске интересе у региону. Дипломатска активност Новаковића у Истанбулу и Петрограду играо значајну улогу за реализацију својих идеја, посебно кроз "Удружења Срби-Македонци" која је формирана у Истанбулу и кроз његову подршку за македонску науку у Петрограду. Геополитика Срба очигледно је одиграла кључну улогу у етногенези промовишући посебан македонску свест о трошку Бугара. Године 1888. македонско-бугарски етнограф Кузман Апкарев приметио као последица од ове активности је чудно, то што је ова идеја наметнута у периоду 10-15 година неким чудним интелектуалаца, уведена вероватно са "лукавим циљем" да се замени традиционални један, Бугарски утицај.
Године 1892. Георгиј Пулевски завршио прву књигу на тему "словенско-македонске опште историје", чији је рукопис садржао преко 1.700 страница. Према књизи стари Македонци су словенски народ и македонски Словени били пореклом са Балкана, за разлику од Бугара и Срба, који је касније дошао тамо вековима. Корен такве аутохтоне мешавине илиризма и пан-славизама могу се видети у "дјелима историје словенско-бугарског народа" (1792), коју је написао Спиридона Габровски, чији је оригинални рукопис пронађен је у 1868. године од стране руског научника Александра Гиљфердинга на његовом путовању у Македонији. Габровски покушао да успостави везу између Бугара и Македонаца са једне стране, и Илира и античких Македонаца са друге стране, који су се такође сматрали Словенима. Главни програм из ове приче су Бугари-Илири-Македонци за које су сматрали да су староседеоци Балкана.
Постоје заговорници идеја, а то су два српска научника. Први је географ Јован Цвијић, а други је лингвиста Александар Белић. Они су тврдили да су Словени из Македоније били "македонски Словени", аморфна словенска маса која није ни бугарска, ни српска. Ово гледиште је такође деле неки западни интелектуалци, посебно Освалд Шпенглер. Цвијић је даље тврдио да су традиционални етнички Бугари користили име словенског становништва Македоније што значи да се ни у ком случају не може говорити о бугарској припадности. Прави Бугари припадали су само "источнобалканском типу" Влаха, и као таква, се разликују од осталих Јужних Словена у националном саставу. Што је још важније, њихов национални карактер је дефинитивно не-словенски. Бугари су били вредни и груби. Они су били народ без маште и стога нужно без уметности и културе. Ова карикатура Бугара дозвољена своју јасну диференцијацију од "централног типа", у оквиру којег Цвијић укључио македонске Словене, западне Бугаре Шопе, и Торлаке, тип који је био изузетно словенски (тј. стари српски) и стога не-бугарски.
Неки пан-славистички идеолог у Русији, бивши присталица Велике Бугарске, такође је усвојио ове идеје, као и Александар Амфитеатров. Почетком 20. века, наставак српске пропагандне напори су успели да чврсто учврстила концепт македонских Словена у европском јавном мњењу и назив коришћен је скоро онолико често колико Бугара. Истовремено су заговорници грчке борбе за Македонија и Германос Каравангелис отворено популаризовао хеленистичку идеју о директној повезаности локалних Словенима и древних Македонаца. Ипак, 1914. године Карнеги, савет за етику у међународним пословима, извештавају се наводи да су Срби и Грци класификују Словенима, а Македонци као посебна етничка група "Македонци Словени" у политичке сврхе и да прикрије постојање Бугара у области . Међутим, након што су Балкански ратови завршени (1912—1913) Османска Македонија је углавном подељена између Грчке и Србије, која је као резултат процеса хеленизације, односно србинизовања словенског становништва и довело на општи прекид употребе овог термин у обе земље.
С друге стране, српски и бугарски левичарски интелектуалци и у раном 20. веку изнели су идеју о Балканској конфедерацији у коју би била укључена и Македонија, под условом да се ослободе аустроугарске власти. Овај став је прихваћен и на Социјалистичкој интернационали. Године 1910. године, Прва балканска социјалистичка конференција је одржана у Београду, а затим у оквиру Краљевине Србије. Главна тема платформе на првој конференцији био је позив за решавање македонског питања. То је понуђено да створи "Балканска социјалистичка федерација" и Македонија ће бити једна држава у њој. Након Балканских ратова 1915. године, потврђено је на Социјалистичкој конференцији Балкана у Букурешту да се створи Балканска социјалистичка федерација, и то тако што би Македонија била обједињене у њеном оквиру. Ова идеологија касније подржана и од стране Совјетског Савеза као појавом југословенске комунистичке федерације. Разне изјаве су направљене током 1920. и 1930. година, у вези усвајања македонизма, од стране Коминтерне. Заузврат изјаве су направљене од стране грчке, југословенске и бугарске комунистичке партије, као што су се договорили о његовом усвајању као своје званичне политике у региону. Ово питање је подржано током Другог светског рата од стране комунистичког отпора и 1944. године од комунистичког ратног лидера Јосипа Броза Тита, а касније проглашена Народна Република Македонија у оквиру југословенске федерације, чиме се делимично испуњено Коминтернине идеје из предратне политике. Он је подржан од стране бугарског лидера из македонског порекла и бившег генералног секретара Коминтерне, Герогија Димитрова.

### Рани следбеници
Први македонски националисти појавио крајем 19. и почетком 20. века изван Македоније. У различитим тренуцима у њиховим животима, већина њих изразила опречне изјаве о етничком припадношћу Словена који живе у Македонији, укључујући и њихове националности. Они су формирали своје про-македонске концепције после контакта са неким пан-славистичким круговима у Србији и Русији. Недостатак различитих етничких мотива изгледа да потврђује и чињеница да је, у својим радовима често користи за ознака Бугарски-Македонци,  македонски Бугари и македонски Словени како би се именује своје сународнике. Представници овог круга били Георги Пулевски, Теодосије Гологанов, Крсте Мисирков, Стефан Дедов, Атанас Раздолов, Димитрија Чуповски и други. Скоро сви су умрли у Бугарској. Већина тих представника су били левичарски политичари, који су променили своје етничке припадности од бугарски на македонски током 1930. година, након признавања македонске националности од стране Коминтерне, као што је на пример Димитар Влахов, Павел Схатев, Панко Брашнаров, Венко Марковски, Георги Пирински и други. Такве македонске активисти, које су дошле из Унутрашње македонске револуционарне организације (Велика) и Бугарске комунистичке партије, која није успела да се ослободи своје про-бугарске пристрасности.